# Liste der Monuments historiques in Ornans
Die Liste der Monuments historiques in Ornans führt die Monuments historiques in der französischen Gemeinde Ornans auf.

## Liste der Immobilien
| Bezeichnung                 | Beschreibung | Standort                                                   | Kennzeichnung | Schutzstatus | Datum | Bild           |
| --------------------------- | --- | ---------------------------------------------------------- | ------------- | ------------ | ----- | -------------- |
| Hôtel de Ville              | ehemalige Vogtei; 1740 erbaut; mit dem Gefängnistrakt im Westflügel und Teilen der Innenausstattung | Ornans, 26 rue Pierre-Vernier (Lage)                       | PA00101697    | Inscrit      | 1979  | weitere Bilder |
| Kapelle St-Georges          | ehemalige Burgkapelle, Anfang des 16. Jahrhunderts | Ornans, 8 rue Saint-Georges (Lage)                         | PA00101698    | Inscrit      | 1968  | weitere Bilder |
| Paulanerkloster             | 1606 gegründete Niederlassung des Paulanerordens, nach der Französischen Revolution aufgelöst und als Nationalgut verkauf; von 1845 bis 1979 durch die Salesianerinnen genutzt, seitdem Verwaltungsgebäude; Gebäudebestand ab 1606, um 1740 verändert | Ornans, 7 rue Edouard-Bastide (Lage)                       | PA00101699    | Inscrit      | 1981  | weitere Bilder |
| Kirche St-Laurent           | ab 1533 erbaut, 1572 geweiht | Ornans, rue Saint-Laurent (Lage)                           | PA00101700    | Classé       | 1931  | weitere Bilder |
| Hôpital Saint-Louis         | ehemaluge Hôtel-Dieu; von 1719 bis 1724 erbaut | Ornans, Avenue du Président-Wilson (Lage)                  | PA00101701    | Classé       | 1973  | weitere Bilder |
| Hôtel de Grospain           | Hôtel particulier, um 1500 | Ornans, 30 rue Saint-Laurent (Lage)                        | PA00101702    | Inscrit      | 1939  | weitere Bilder |
| Hôtel de Sagey d’Arros      | Hôtel particulier, 18. Jahrhundert; mit Teilen der Innenaussattung | Ornans, 12 place Gustave-Courbet (Lage)                    | PA00101703    | Inscrit      | 1979  | weitere Bilder |
| Hôtel Sanderet de Valonne   | Hôtel particulier, 17. Jahrhundert | Ornans, 26 rue Saint-Laurent (Lage)                        | PA00101704    | Inscrit      | 1926  | weitere Bilder |
| Hôtel Hébert                | Geburtshaus von Gustave Courbet, heute Teil des Musée Courbet; im Kern aus dem 16. Jahrhundert, im 18. Jahrhundert verändert; mit Teilen der Innenausstattung                                                                                         | Ornans, 5 rue de la Froidière (Lage)                       | PA00101705    | Inscrit      | 1982  | weitere Bilder |
| Wohnhaus                    | aus der ersten Hälfte des 17. Jahrhunderts; mit dem 1849 im Dachgeschoss eingerichteten Atelier von Gustave Courbet | Ornans, 24 place Gustave-Courbet (Lage)                    | PA00101772    | Inscrit      | 1990  | weitere Bilder |
| Atelier von Gustave Courbet | 1858 erbaut, Architekt Léon-Marie Isabey | Ornans, 14 avenue du Maréchal-de-Lattre-de-Tassigny (Lage) | PA25000060    | Inscrit      | 2008  | weitere Bilder |
| Gefallenendenkmal           | 1920 errichtet, Bildhauer Georges Laëthier | Ornans, place Robert-Humblot (Lage)                        | PA25000100    | Inscrit      | 2022  | weitere Bilder |
| Distillerie Cusenier        | zwischen 1881 und 1885 erbaut | Ornans, 9 rue Eugène-Cusenier (Lage)                       | PA25000018    | Inscrit      | 2000  |                |
| Maison Granvelle            | Hôtel particulier, ab 1547 durch Nicolas Perrenot de Granvelle für seinen Sohn Antoine Perrenot de Granvelle erbaut; mit Teilen der Innenausstattung und der Parkanlage                                                                               | Ornans, 67–77 rue Pierre-Vernier (Lage)                    | PA25000085    | Inscrit      | 2015  | weitere Bilder |

## Liste der Objekte
| Bezeichnung                                                        | Beschreibung | Standort                                | Kennzeichnung | Schutzstatus | Datum | Bild           |
| ------------------------------------------------------------------ | --- | --------------------------------------- | ------------- | ------------ | ----- | -------------- |
| Reliquienbüste Heiliger Laurentius                                 | Bronze, vergoldet, um 1570 | Ornans, in der Kirche St-Laurent (Lage) | PM25001184    | Classé       | 1908  |                |
| Skulptur Heiliger Ivo Hélory                                       | Nussbaumholz (?), vergoldet, um 1665 | Ornans, in der Kirche St-Laurent (Lage) | PM25001185    | Classé       | 1908  |                |
| Grabdenkmal für Pierre Perrenot de Granvelle und Étienne Philibert | Marmor, 1553 fertiggestellt | Ornans, in der Kirche St-Laurent (Lage) | PM25001186    | Classé       | 1916  |                |
| Hauptaltar                                                         | Retabel; Holz, farbig gefasst und vergoldet, um 1665                                                                                                  | Ornans, in der Kirche St-Laurent (Lage) | PM25001187    | Classé       | 1916  |                |
| Chorgestühl und Wandvertäfelung des Chorraums                      | Chorgestühl: Eichenholz, datiert 1749; Wandvertäfelung: Holz, farbig gefasst und vergoldet, um 1665                                                   | Ornans, in der Kirche St-Laurent (Lage) | PM25001188    | Classé       | 1916  |                |
| Skulptur Heiliger Werner von Oberwesel                             | Nussbaumholz (?), vergoldet, um 1665 | Ornans, in der Kirche St-Laurent (Lage) | PM25001189    | Classé       | 1962  |                |
| Strahlenmonstranz                                                  | Silber, vergoldet, Mitte des 17. Jahrhunderts, Goldschmied Antoine de Loisy; aus dem Paulanerkloster; in der Kathedrale St-Jean in Besançon deponiert | Ornans, in der Kirche St-Laurent (Lage) | PM25001190    | Classé       | 1979  |                |
| Kanzel                                                             | Holz, farbig gefasst und vergoldet, um 1834, Bildhauer Sylvain Jeannin                                                                                | Ornans, in der Kirche St-Laurent (Lage) | PM25001554    | Classé       | 1989  | weitere Bilder |
| Gemälde Beweinung Christi                                          | Ölfarbe auf Holz, 1572 von Pierre d’Argent; nach Agnolo Bronzino                                                                                      | Ornans, in der Kirche St-Laurent (Lage) | PM25001741    | Classé       | 2002  |                |
| Büste Christus                                                     | Marmor, um 1600, Ippolito Buzzi zugeschrieben | Ornans, in der Kirche St-Laurent (Lage) | PM25001742    | Classé       | 2002  |                |
| Reliquienmonstranz Notre-Dame des Malades                          | Metall, versilbert und vergoldet, Holz, bezeichnet 1861, Goldschmied Émile Froment-Meurice (zugeschrieben)                                            | Ornans, in der Kirche St-Laurent (Lage) | PM25001743    | Classé       | 2002  |                |
| Adlerpult                                                          | Holz, vergoldet, 17. Jahrhundert | Ornans, in der Kirche St-Laurent (Lage) | PM25001744    | Classé       | 2002  |                |
| Ziborium                                                           | Silber, zweite Hälfte des 18. Jahrhunderts, Goldschmied Pierre-François Grandguillaume                                                                | Ornans, in der Kirche St-Laurent (Lage) | PM25002293    | Inscrit      | 2001  |                |
| Kredenz                                                            | Holz, bemalt und vergoldet, Mitte des 18. Jahrhunderts                                                                                                | Ornans, in der Kirche St-Laurent (Lage) | PM25002297    | Inscrit      | 2001  |                |
| Gemälde Martyrium der heiligen Ursula                              | Ölfarbe auf Leinwand, vergoldeter Holzrahmen, um 1680 aus dem Umfeld von Lorenzo Pasinelli                                                            | Ornans, in der Kirche St-Laurent (Lage) | PM25002299    | Inscrit      | 2001  | weitere Bilder |
| Drei Beichtstühle                                                  | Eichenholz, datiert 1742 | Ornans, in der Kirche St-Laurent (Lage) | PM25002300    | Inscrit      | 2001  | weitere Bilder |
| Opferstock                                                         | Holz, zweites Viertel des 18. Jahrhunderts | Ornans, in der Kirche St-Laurent (Lage) | PM25002302    | Inscrit      | 2001  |                |
| Zwei Prozessionsstäbe                                              | Silber, zwischen 1819 und 1838, Goldschmied Antoine-Louis-Joseph Loque                                                                                | Ornans, in der Kirche St-Laurent (Lage) | PM25002303    | Inscrit      | 2001  |                |
| Zwei Kerzenständer                                                 | Zinn, 17. Jahrhundert | Ornans, in der Kirche St-Laurent (Lage) | PM25002307    | Inscrit      | 2001  |                |
| Strahlenmonstranz                                                  | Silber, vergoldet, zwischen 1798 und 1809 | Ornans, in der Kirche St-Laurent (Lage) | PM25002308    | Inscrit      | 2001  |                |
| Statuenreliquiar Heiliger Laurentius                               | Silber, vergoldet, erste Hälfte des 19. Jahrhunderts, Goldschmied Charles-Eugène Trioullier                                                           | Ornans, in der Kirche St-Laurent (Lage) | PM25002309    | Inscrit      | 2001  |                |
| Zwei Seitenaltäre                                                  | jeweils Retabel, Altarbild und Reliquienschrein; Holz, farbig gefasst und vergoldet, Ölfarbe auf Leinwand, Ende des 18. Jahrhunderts                  | Ornans, in der Kirche St-Laurent (Lage) | PM25002298    | Inscrit      | 2001  |                |
| Taufbecken                                                         | Holz, Kalkstein, datiert 1741 | Ornans, in der Kirche St-Laurent (Lage) | PM25002301    | Inscrit      | 2001  |                |
| Drei Prozessionsstäbe                                              | Holz, vergoldet, einer datiert 1792, Bildhauer François Beaumont                                                                                      | Ornans, in der Kirche St-Laurent (Lage) | PM25002304    | Inscrit      | 2001  |                |
| Prozessionsstab Heiliger Josef                                     | Holz, vergoldet, 18. oder 19. Jahrhundert | Ornans, in der Kirche St-Laurent (Lage) | PM25002305    | Inscrit      | 2001  |                |